# Leszczany (województwo lubelskie)
Leszczany – wieś w Polsce położona w województwie lubelskim, w powiecie chełmskim, w gminie Żmudź.
W latach 1975–1998 miejscowość administracyjnie należała do województwa chełmskiego.
Wieś stanowi sołectwo gminy Żmudź. Według Narodowego Spisu Powszechnego (III 2011 r.) liczyła 440 mieszkańców i była drugą co do wielkości miejscowością gminy Żmudź.
Wierni Kościoła rzymskokatolickiego należą do parafii Nawiedzenia Najświętszej Maryi Panny w Kumowie.

## Części miejscowości
| SIMC    | Nazwa       | Rodzaj    |
| ------- | ----------- | --------- |
| 0111113 | Chełmska    | część wsi |
| 0111120 | Nowinki     | część wsi |
| 0111136 | Poczekajka  | kolonia   |
| 0111142 | Podkoczowie | część wsi |
| 0111159 | Stara Wieś  | część wsi |
| 0111165 | Szkolna     | część wsi |